# Lete Richard Jean-Caliste Tape
Lete Richard Jean-Caliste Tape (N'Douci, 29 agosto 1996) è un calciatore ivoriano, attaccante dell'ASFA Yennenga.

## Carriera

### Club
Il 15 agosto 2018 viene acquistato a titolo definitivo dalla squadra tunisina del Étoile de Métlaoui.